# Ilíone
Ilíone (en grec antic Ἰλιόνη), va ser, segons la mitologia grega, la filla gran de Príam i d'Hècuba, i estava casada amb Polimèstor, rei del Quersonès, a Tràcia.
Va tenir cura del seu germà Polidor, quan aquest va ser enviat a la cort del seu marit per Príam, per allunyar-lo de la guerra de Troia. Ilíone havia tingut amb el seu marit un fill, Deípil, però l'havia intercanviat amb el seu germà, fent passar Polidor per fill seu. També es va assegurar, en el cas que se'n morís un, que els drets del tron passessin a l'altre. Després de la caiguda de Troia, Agamèmnon, volent aniquilar l'estirp de Príam, va prometre a Polimèstor que li donaria en matrimoni la seva filla Electra si li lliurava Polidor. Aquell va acceptar el tracte, i va matar el seu propi fill, Deípil, creient que matava Polidor. Més endavant, Polidor va anar a consultar l'oracle de Delfos i rebé una resposta que el desconcertà. En efecte, l'oracle li va dir que el seu pare i la seva mare eren morts, i que la seva pàtria només eren cendres. Sorprès, ja que no veia res de semblant al seu entorn, va consultar amb Ilíone, que va revelar-li la veritat. Per consell de Polidor, Ilíone va cegar i va matar Polimèstor.